# Carl Sigismund von Seidlitz
Carl Sigismund von Seidlitz (geb. 1709 in Schlesien; gest. 1762) war ein preußischer Landrat.

## Leben

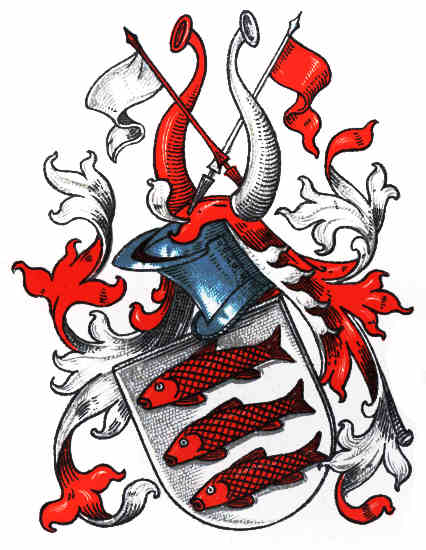
Stammwappen derer von Seidlitz

Carl Sigismund von Seidlitz war Angehöriger des schlesischen Uradelgeschlechts Seidlitz. Er war ein Sohn von Johann Friedrich von Seidlitz (1684–1763), Erbherr auf Pilgramshain und Landrat des Kreises Striegau, und dessen Ehefrau Johanna Helene (1691–1764), geb. von Nostitz. Carl Sigismund wurde ebenfalls Erbherr auf Pilgramshain und trat 1760 die Nachfolge seines Vaters als Landrat des Kreises Striegau an. Das Amt übte er bis 1762 aus, Nachfolger wurde Gustav Adolf von Helmrich.

## Persönliches
Carl Sigismund von Seidlitz war seit 1753 mit Hedwig Elisabeth (1716–1781), geb. von Zedlitz und Leipe, verheiratet. Er hatte einen jüngeren Bruder, Carl Siegmund von Seidlitz (* um 1710; † 1767), der ebenfalls Landrat im Kreis Striegau wurde.